# Kostel svaté Engrácie
Kostel svaté Engrácie (portugalsky Igreja de Santa Engrácia) je barokní kostel v portugalském hlavním městě Lisabonu. Kostel má impozantní kupoli, která je patrná až z okrajových částí města. Stavba kostela byla zahájena v 17. století, ale dokončena až ve 20. století. Roku 1916 byl kostel vyhlášen Národním panteonem (portugalsky Panteão Nacional).

## Historie

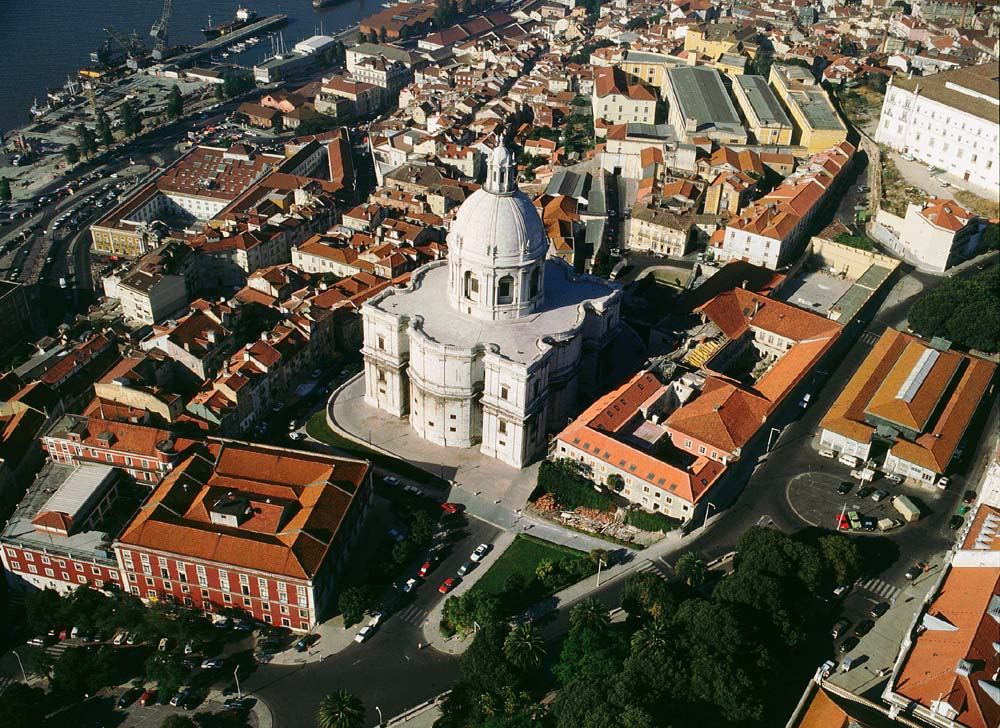
Kostel Santa Engrácia a okolní městská zástavba na leteckém snímku

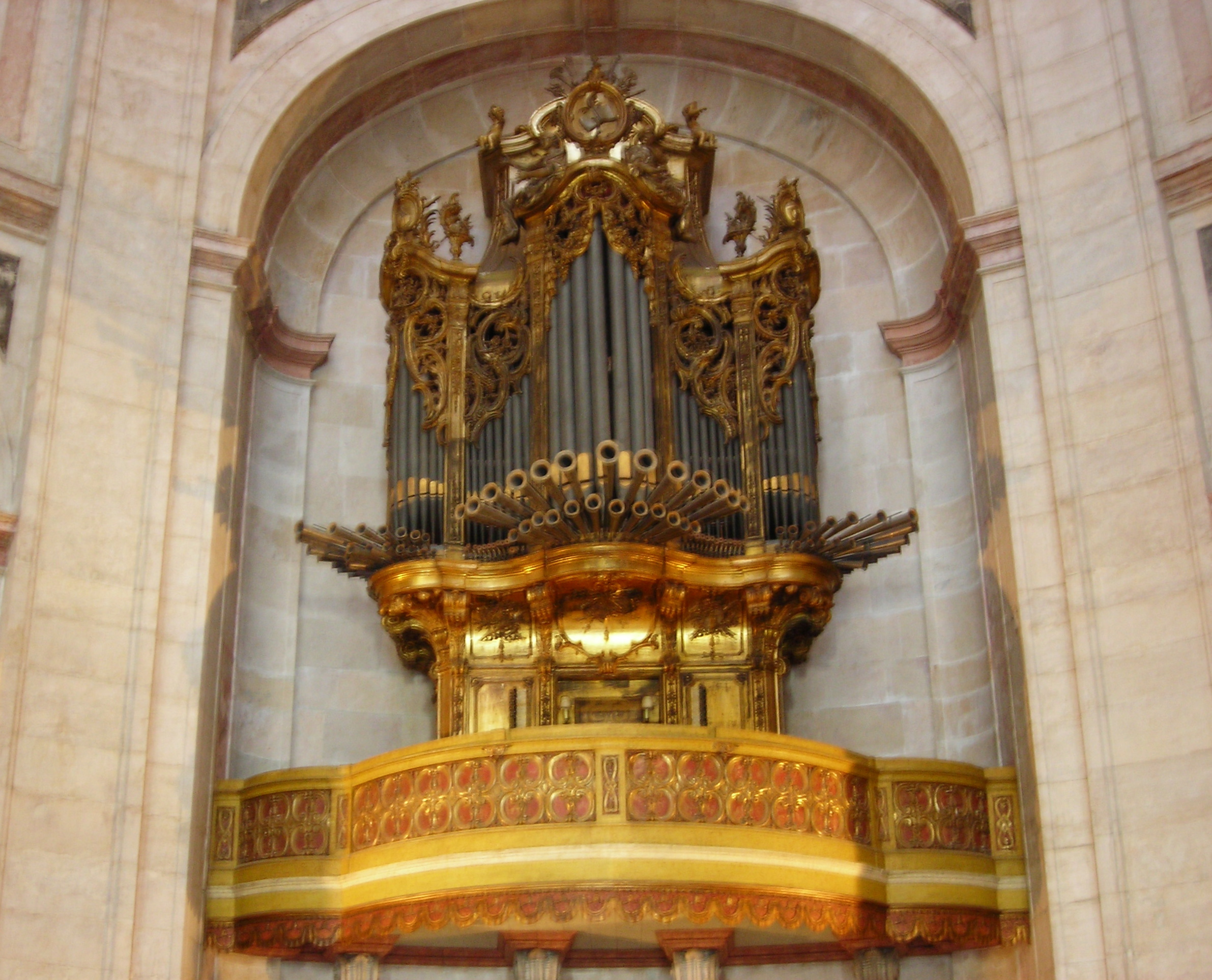
Varhany v kostele

Původní kostel, který se nacházel na místě dnešního, byl zničen roku 1681. Práce na novém kostele v barokním slohu započaly v roce 1682, kdy byly pochybnosti, že chrám bude vůbec dokončen. Nedokončená stavba skutečně po nějakou dobu sloužila mimo jiné i pro vojenské účely. Stavba kostela byla dokončena až roku 1966, tedy o 284 let později.
Jsou zde pohřbeni portugalští prezidenti Manuel de Arriaga, Teófilo Braga, Sidónio Pais a Óscar Carmona, politik Humberto Delgado, spisovatelé João de Deus, Almeida Garrett, Guerra Junqueiro, Aquilino Ribeiro a Sophia de Mello Breyner Andresenová, zpěvačka Amália Rodriguesová a fotbalista Eusébio. Do roku 2003 zde byl pochován také Karel II. Rumunský, než byly jeho ostatky převezeny do vlasti. Dále se zde nacházejí kenotafy dalších osobností portugalských dějin, připomenuti jsou Vasco da Gama, Afonso de Albuquerque, Luís de Camões, Pedro Álvares Cabral, Nuno Álvares Pereira, Aristides de Sousa Mendes či král Jindřich Mořeplavec.
Interiér kostela je vyveden v barevném mramoru a celé stavbě dominuje mohutná kupole. Na kupoli je možné nechat se vyvézt výtahem, z ní je potom výborný panoramatický výhled na celé město.